# Ring (wiskunde)
In de ringtheorie, een deelgebied van de abstracte algebra, is een ring een algebraïsche structuur, die uit een verzameling {\displaystyle V} bestaat, waarop twee bewerkingen zijn gedefinieerd die intuïtief overeenkomen met optellen en vermenigvuldigen. Deze bewerkingen zijn zodanig dat de ring met betrekking tot de optelling een commutatieve groep is en dat de vermenigvuldiging associatief is en distributief over de optelling.
De gehele getallen {\displaystyle \mathbb {Z} }, de vierkante matrices en de verzameling van polynomen zijn voorbeelden van ringen. De rationale getallen {\displaystyle \mathbb {Q} } en de reële getallen {\displaystyle \mathbb {R} } zijn met de gebruikelijke optelling en vermenigvuldiging voorbeelden van ringen, maar dat zijn ook velden (Be) of lichamen (Ned).
Het begrip ring, dat uit onderstaande definitie van Emmy Noether afkomstig is, speelt een belangrijke rol in veel gebieden van de zuivere wiskunde, met name de abstracte algebra. Om zich te kwalificeren als een ring, moet de verzameling samen met de beide operaties voldoen aan bepaalde voorwaarden: de verzameling moet onder optelling een commutatieve groep en onder vermenigvuldiging een monoïde zijn. Hoewel deze operaties bekend zijn uit vele wiskundige structuren, zoals de talstelsels van de gehele getallen, kunnen zij ook zeer algemeen een breed scala van wiskundige objecten betreffen. Daardoor kunnen objecten van zeer verschillende wiskundige oorsprong op een flexibele manier, met behoud van essentiële structurele aspecten, in de abstracte algebra en daarbuiten worden bestudeerd. De tak van de wiskunde die ringen bestudeert staat bekend als de ringtheorie.
Ringen komen fundamenteel overeen met de getaltheorie en de lineaire algebra. De getaltheorie kent verschillende overeenkomstige stellingen in de ringtheorie. De hoofdstelling van de rekenkunde komt bijvoorbeeld overeen met een bepaalde speciale klasse van ringen die bekend staan als unieke factorisatiedomeinen. De theorie van matrixringen is bijvoorbeeld een opvallend gevolg van de wijze waarop de niet-commutatieve ringtheorie kan worden gebruikt om de fundamentele natuurwetten die ten grondslag liggen aan de speciale relativiteitstheorie, en symmetriefenomenen in de moleculaire scheikunde, beter te begrijpen.
Te beginnen bij Richard Dedekind in de jaren 1880, is het concept van een ring ontstaan uit pogingen om de laatste stelling van Fermat te bewijzen. Andere gebieden uit de wiskunde, voornamelijk de getaltheorie, droegen aan de ringtheorie bij, maar in de jaren 1920 kreeg de theorie door Emmy Noether, Emil Artin, Wolfgang Krull en anderen een vaste en algemene vorm. De moderne ringtheorie is een zeer actieve wiskundige discipline en geeft ringen hun eigen bestaansrecht. Ringtheoretici maken onderscheid tussen de theorie van de commutatieve ringen en niet-commutatieve ringen. Deze laatste theorie behoort tot de algebraïsche getaltheorie en de algebraïsche meetkunde. De niet-commutatieve delingsringen zijn hiervan een onderwerp. De niet-commutatieve meetkunde is sinds de ontdekking in de jaren 1980 door Alain Connes van een verband tussen de niet-commutatieve ringtheorie en de meetkunde uitgegroeid tot een actieve discipline binnen de ringtheorie.
Om ringen te onderzoeken hebben wiskundigen verschillende begrippen bedacht om ringen in kleinere, beter begrijpelijke stukken op te delen, zoals idealen, quotiëntringen en enkelvoudige ringen. Er bestaat de volgende hiërarchie:
Lichamen/velden {\displaystyle \subset } euclidische domeinen {\displaystyle \subset } hoofdideaaldomeinen {\displaystyle \subset } unieke factorisatiedomeinen {\displaystyle \subset } integriteitsgebieden {\displaystyle \subset } commutatieve ringen {\displaystyle \subset } ringen.

## Geschiedenis

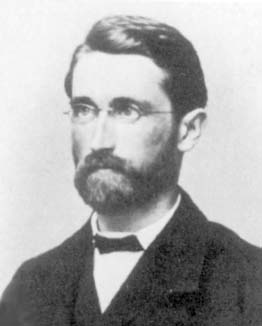
Richard Dedekind, grondlegger van de ringtheorie

De studie van de ringen is uit de theorie van de veeltermringen en de theorie van algebraïsche gehele getallen ontstaan. Verder leidde het verschijnen van hypercomplexe getallen, vanaf het midden van de negentiende eeuw, ertoe, dat de centrale rol van lichamen in de wiskundige analyse werd afgezwakt. Centraal in de geschiedenis van de ringtheorie staan de ringen van de gehele getallen.
Richard Dedekind introduceerde het idee van een ring. Zahlring werd in 1892 door David Hilbert bedacht. Volgens Harvey Cohn, gebruikte Hilbert de term voor een specifieke ring die de eigenschap had om "direct terug te cirkelen" op een element van zichzelf.
De eerste axiomatische definitie van een ring werd door Adolf Fraenkel gegeven in een essay in de Journal für die reine und angewandte Mathematik (A. L. Crelle), vol. 145, 1914. In 1921 gaf Emmy Noether de eerste axiomatische fundering van de theorie van de commutatieve ringen in haar monumentale artikel Ideal Theory in Rings (Ideaaltheorie in ringen).

## Definitie
Een ring {\displaystyle (R,\ +,\ *)} is een drietal bestaande uit een niet-lege verzameling {\displaystyle R} en twee bewerkingen, optellen en vermenigvuldigen, gedefinieerd op {\displaystyle R}, waarbij het optellen associatief en commutatief is en vermenigvuldigen in ieder geval associatief. De optelling van de elementen {\displaystyle a} en {\displaystyle b} wordt meestal als {\displaystyle a+b} genoteerd en het product, de vermenigvuldiging, hier met {\displaystyle a*b}, maar ook als {\displaystyle a\cdot b} of alleen {\displaystyle ab}. De vermenigvuldiging is verder zowel links- als rechts-distributief over de optelling.
{\displaystyle (R,+)} is een commutatieve groep en {\displaystyle (R,*)} is een halfgroep. Optellen en vermenigvuldigen zijn beide een binaire operatie.

### Opmerkingen
- Het is niet noodzakelijk dat {\displaystyle R} met betrekking tot de vermenigvuldiging een eenheidselement heeft, een monoïde is. Wanneer dat wel het geval is spreekt men van een unitaire ring.
- Sommige auteurs voegen nog de additionele eis toe dat het nulelement niet ook een eenheidselement is. Dit sluit alleen de triviale ring of nulring uit, die maar een enkel element heeft.
- Als de eis van het bestaan van de inverse voor de optelling wordt weggelaten, spreekt men van een halfring.

## Voorbeelden
- de gehele getallen {\displaystyle \mathbb {Z} } met de gebruikelijke optelling en vermenigvuldiging
- voor een positief geheel getal {\displaystyle n} de ring {\displaystyle \mathbb {Z} /n\mathbb {Z} } van gehele getallen modulo {\displaystyle n}
- De gehele getallen van Gauss en de gehele getallen van Eisenstein vormen een ring. Dit zijn getallen in het complexe vlak.
- de ring van polynomen voor een gegeven ring {\displaystyle R}, hetzij in één variabele {\displaystyle R[X]}, hetzij in een vast, eventueel oneindig, aantal variabelen
- voor een gegeven ring {\displaystyle R} en een gegeven natuurlijk getal {\displaystyle n} de ring {\displaystyle M_{n}(R)} van vierkante matrices van {\displaystyle n\times n} over {\displaystyle R} met optellen en vermenigvuldigen van matrices volgens de regels van de lineaire algebra.
- De triviale ring {0} heeft slechts één element, dat tegelijk addititieve als multiplicatieve identiteit is. Deze ring wordt soms expliciet in de definitie uitgesloten.
- de rationale {\displaystyle \mathbb {Q} }, de reële {\displaystyle \mathbb {R} } en de complexe getallen {\displaystyle \mathbb {C} } met de gebruikelijke optelling en vermenigvuldiging. Dit zijn ook velden B of lichamen NL.
- Een ring, waarin ieder element voor de vermenigvuldiging een invers element heeft, is een lichaam.
- {\displaystyle C[0,1]}, de verzameling van alle continue functies van het interval [0,1] naar de reële getallen {\displaystyle \mathbb {R} }, met puntsgewijze optelling en vermenigvuldiging.
- Als {\displaystyle G} een commutatieve groep is, vormen de groepshomomorfismen van {\displaystyle G} een ring, de endomorfe ring {\displaystyle \mathrm {End} (G)} van {\displaystyle G}. De bewerkingen in deze ring zijn optelling en compositie van endomorfismen.
- Als {\displaystyle G} een groep is en {\displaystyle R} een ring, is een groepring van {\displaystyle G} over {\displaystyle R} een vrije module over {\displaystyle R} met {\displaystyle G} als een basis. De bewerking 'vermenigvuldiging' wordt gedefinieerd door de regels dat de elementen van {\displaystyle G} commutatief zijn met de elementen van {\displaystyle R} en met elkaar zoals in de groep {\displaystyle G} kunnen worden vermenigvuldigd.

### Z4
| · | 0 | 1 | 2 | 3 |
| - | - | - | - | - |
| 0 | 0 | 0 | 0 | 0 |
| 1 | 0 | 1 | 2 | 3 |
| 2 | 0 | 2 | 0 | 2 |
| 3 | 0 | 3 | 2 | 1 |

| + | 0 | 1 | 2 | 3 |
| - | - | - | - | - |
| 0 | 0 | 1 | 2 | 3 |
| 1 | 1 | 2 | 3 | 0 |
| 2 | 2 | 3 | 0 | 1 |
| 3 | 3 | 0 | 1 | 2 |

De verzameling {\displaystyle \mathbb {Z} _{4}}, bestaande uit de getallen 0, 1, 2, 3, met de bewerkingen optellen en vermenigvuldigen, beide modulo 4, is een ring. In de nevenstaande cayley-tabellen staan de additieve structuur en de multiplicatieve structuur van {\displaystyle \mathbb {Z} _{4}} weergeven.
Het is te verifiëren dat {\displaystyle \mathbb {Z} _{4}} onder deze operaties een ring is. Allereerst kan men gebruikmaken van de linkertabel om aan te tonen dat {\displaystyle \mathbb {Z} _{4}} gesloten is onder optelling (een resultaat is ofwel 0, 1, 2 of 3). De associativiteit van de optelling in {\displaystyle \mathbb {Z} _{4}} volgt uit de associativiteit van de optelling in de verzameling van alle gehele getallen. De additieve identiteit is 0, zoals kan worden gecontroleerd door te kijken naar de linkertabel. Bij elk van de elementen {\displaystyle x} is er een tegengestelde, namelijk {\displaystyle 4-x}, zoals men kan zien in de optellingstabel. Daarom is {\displaystyle \mathbb {Z} _{4}} onder de optelling een commutatieve groep. {\displaystyle \mathbb {Z} _{4}=C_{4}} is een cyclische groep.
{\displaystyle \mathbb {Z} _{4}} is ook onder de vermenigvuldiging gesloten, zoals men kan zien aan de rechter tabel: een resultaat is ofwel 0, 1, 2 of 3. De associativiteit van de vermenigvuldiging in {\displaystyle \mathbb {Z} }4 volgt uit de associativiteit van de vermenigvuldiging voor gehele getallen. De multiplicatieve identiteit, het eenheidselement is 1, zoals kan worden geverifieerd. Daarom is {\displaystyle \mathbb {Z} _{4}} onder vermenigvuldiging een monoïde met eenheidselement.
De distributiviteit van de twee operaties over elkaar volgt uit de distributiviteit van optelling over de vermenigvuldiging (en vice versa) voor de gehele getallen.
Daarom vormt deze verzameling met optellen en vermenigvuldigen inderdaad een ring.
Eigenschappen
Als het product van twee gehele getallen {\displaystyle x} en {\displaystyle y} gelijk is aan 0, dan is {\displaystyle x=0} of {\displaystyle y=0}. Deze eigenschap geldt niet voor de ring {\displaystyle (\mathbb {Z} _{4},+,\ *\ )}, bijvoorbeeld is {\displaystyle 2*2=0}. Het getal 2 is dus een nuldeler in de ring {\displaystyle \mathbb {Z} _{4}}, overigens de enige nuldeler.

## Meer definities

### Deelring
Een deelring {\displaystyle (S,+,\ *\ )} van een ring {\displaystyle (R,+,\ *\ )} is een andere ring met dezelfde twee bewerkingen {\displaystyle +} en {\displaystyle *}, waarbij {\displaystyle S} een deelverzameling is van {\displaystyle R}. De beide bewerkingen {\displaystyle +} en {\displaystyle *} in {\displaystyle (S,+,\ *\ )} zijn restricties van de overeenkomstige bewerkingen in {\displaystyle (R,+,\ *\ )}.
Als {\displaystyle (R,+,\ *\ )} een ring is met eenheidselement dan is {\displaystyle S} een deelring met eenheidselement als {\displaystyle S} een deelring is van {\displaystyle (R,+,\ *\ )} en beide hetzelfde eenheidselement hebben.
Als {\displaystyle S} een deelring is van {\displaystyle R} en de deelverzameling {\displaystyle D} van {\displaystyle S} is ook een deelring van {\displaystyle (R,+,\ *\ )}, dan is {\displaystyle D} tevens een deelring van {\displaystyle S}.

### Ringhomomorfisme
Een homomorfisme van een ring {\displaystyle (R,+_{R},\ *\ )} naar een ring {\displaystyle (S,+_{S},*)} is een functie {\displaystyle f:R\to S} die commuteert met de ringoperaties. Dat houdt in dat voor alle {\displaystyle a,b\in R} geldt:
{\displaystyle f(a+_{R}b)=f(a)+_{S}f(b)}
en
{\displaystyle f(a*b)=f(a)*f(b)}
Bovendien moet de functie het eenheidselement {\displaystyle e_{R}} van {\displaystyle (R,+_{R},\ *\ )} afbeelden op het eenheidselement {\displaystyle e_{S}} van {\displaystyle (S,+_{S},*)}.
De functie die bijvoorbeeld een geheel getal {\displaystyle x} op haar rest modulo 4 afbeeldt (een getal in {0, 1, 2, 3}), is een homomorfisme van de ring {\displaystyle \mathbb {Z} } naar de ring {\displaystyle \mathbb {Z} _{4}}.
Als {\displaystyle f} een ringhomomorfisme is van {\displaystyle (R,+_{R},\ *\ )} naar {\displaystyle (S,+_{S},*)}, is het origineel van het nulelement {\displaystyle 0_{S}} van {\displaystyle S} een deelring van {\displaystyle (R,+_{R},\ *\ )}.
Van een ringhomomorfisme zegt men dat dit een isomorfisme is, als het in de categorie van ringen zowel een epimorfisme als een monomorfisme is.

## Bijzondere ringen
Als de vermenigvuldiging eveneens commutatief is, dus {\displaystyle a\times b=b\times a}, spreekt men van een commutatieve ring. Een ring met een eenheidselement voor de vermenigvuldiging heet een unitaire ring. Een unitaire ring is onder de vermenigvuldiging een monoïde. Sommige wiskundigen zijn van mening dat een ring (per definitie) een eenheidselement hoort te hebben. De verzameling even gehele getallen met de gebruikelijke optelling en vermenigvuldiging is een voorbeeld van een commutatieve ring zonder eenheidselement.
Het is in een ring mogelijk dat het product van twee elementen {\displaystyle a} en {\displaystyle b} beide ongelijk aan 0, toch gelijk is aan 0. Zulke elementen worden nuldelers genoemd.
Een commutatieve ring zonder nuldelers noemt men een integriteitsdomein.
Een lichaam/veld is een speciaal geval van een commutatieve ring zonder nuldelers.
Een ideaal is een additieve deelgroep van een ring die stabiel blijft onder vermenigvuldiging met willekeurige elementen van de ring.